# 阳光娱动
阳光娱动，全称北京阳光娱动科技有限公司，于2003年4月成立，2004年转变成星空娱动。

## 历史
2003年4月，由于天人互动向网络游戏转型，天人互动员工安家鹏离职后创办阳光娱动，并接过被天人互动冷落的几个单机游戏产品线。
2004年，阳光娱动违禁销售《秘密潜入2》，虽然阳光娱动删除反华的敏感内容，但《秘密潜入2》仍被封杀，阳光娱动受到罚款。此后公司报审的游戏基本上都过不了，因此阳光娱动转变成星空娱动继续经营。

## 旗下游戏
- 《无冬之夜》
- 《龙与地下城》
- 《无冬之夜：古城幽影》
- 《无冬之夜：幽城魔影》
- 《秘密潜入2》